# Maximilian Skibicki
Maximilian Skibicki (* 31. März 1866 in Potsdam; † 5. Februar 1940 in Berlin) war ein deutscher Kammermusiker und Musikpädagoge.

## Leben und Wirken

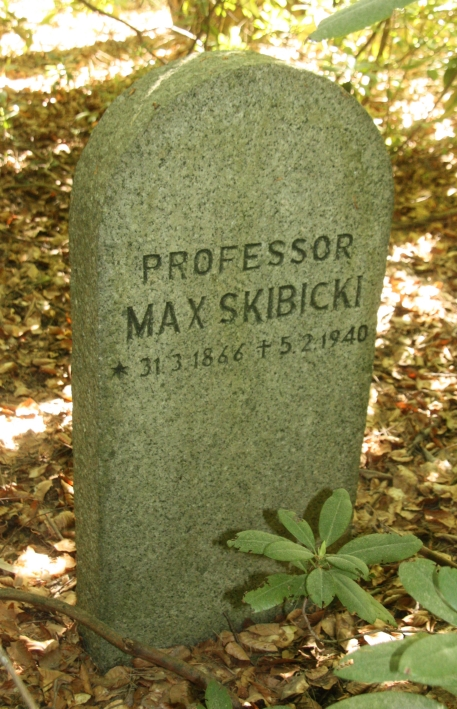
Max Skibickis Grabstein auf dem Südwestkirchhof Stahnsdorf

Skibicki studierte 1886 bis 1887 bei W. Sturm an der königlichen Hochschule für Musik in Berlin und erhielt eine Ausbildung zum Kontrabassvirtuosen. Als solcher war er ab 1892 Mitglied der königlichen Hofoper zu Berlin. 1896 wurde er zum königlichen Kammermusikus ernannt. 1898 erfolgte seine Berufung zum Lehrer, später zum Professor für Kontrabass an die Hochschule für Musik, wo er bis 1925 musikpädagogisch wirksam blieb. Er unternahm zahlreiche Konzertreisen in Deutschland und im Ausland (u. a. Dänemark, Norwegen, Schweden, Russland. Schweiz, Niederlande). Außerdem war er Mitglied der Neuen Berliner Kammermusikvereinigung. Seit 1896 war er mit Marie Nordmann verheiratet.
Seine letzte Ruhestätte fand er auf dem Südwestkirchhof Stahnsdorf.